# Funcionario de prisiones

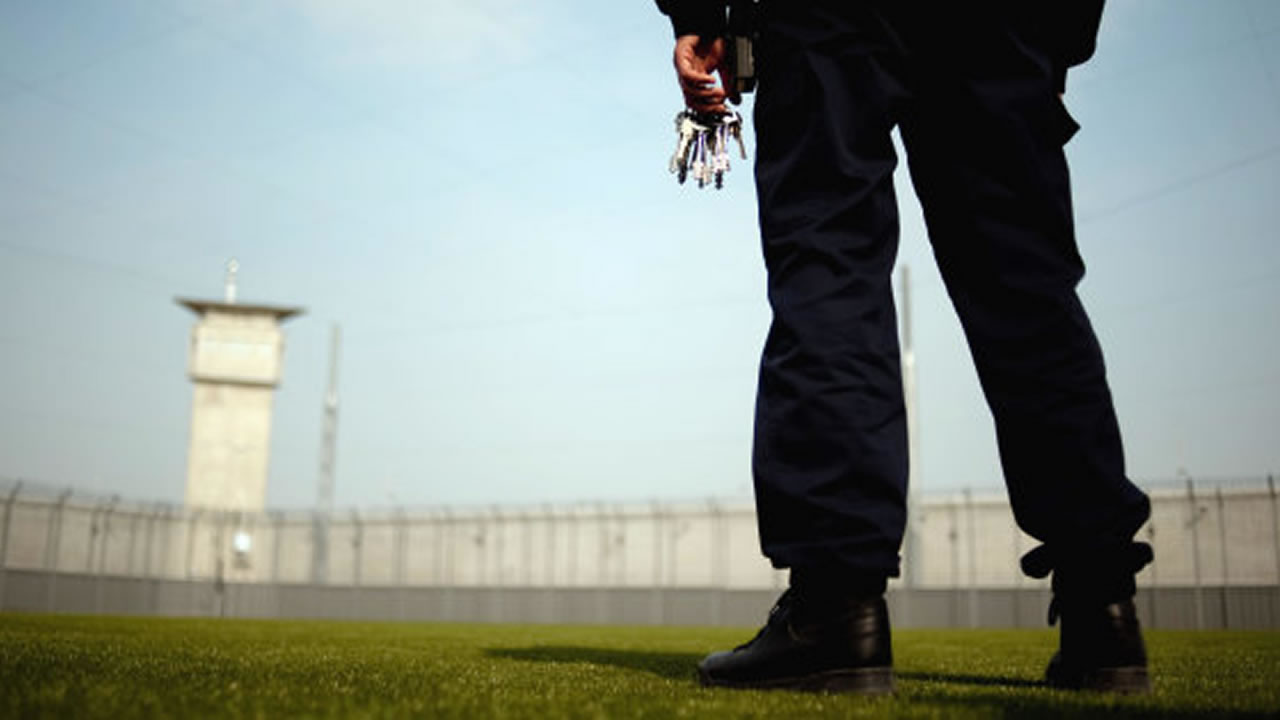
Vigilancia interior

Un funcionario de prisiones es un funcionario encargado de supervisar la seguridad y el buen funcionamiento de los reclusos en el sistema penitenciario de cada país.
Entre las funciones del funcionario de prisiones, así como de los celadores de prisiones militares, figuran la vigilancia y el cuidado de los presos, apostándose en lugares estratégicos del recinto como accesos o puestos de vigilancia o a través de los monitores de las cámaras de vigilancia. El funcionario se encarga de encerrar a los presos en sus celdas y permitir que salgan en los tiempos de ocio previstos. Registra las celdas e internos en busca de drogas o armas. Los funcionarios de instituciones penitenciarias también tienen entre sus cometidos el mantener el orden en el interior de los centros penitenciarios evitando  posibles intentos de evasión o violencia de los internos, evitando daños de los internos a sí mismos, a otras personas o cosas y haciendo cumplir las normas de régimen interior para una adecuada convivencia.
Puede requerir ayuda médica para alguno de los encarcelados, o proporcionarla. También realizan labores dentro de las instalaciones del centro penitenciario: biblioteca, talleres, etc. Registra a los internos a su llegada a la cárcel, realiza su identificación así como la tramitación de sus expedientes penitenciarios y judiciales. El funcionario de prisiones puede ocuparse de distribuir algunos de los bienes comprados por los presos, como tabaco o chocolatinas. Del mismo modo, participan en las tareas de tratamiento penitenciario, reeducación y reinserción social, colaborando con los equipos terapéuticos y observando el comportamiento de los presos de cara a evaluar su progreso. Además, también realizan todo tipo de tareas administrativas y burocráticas en el ámbito penitenciario.

## Historia

### Origen
En la Real Orden del 23 de junio de 1881 se crea en España el Cuerpo Especial de Empleados de Establecimientos Penales. Un año más tarde se renombraría en la Ley Procesal Penal como Cuerpo Especial de Prisiones. La iniciativa fue obra del ministro de Gobernación de la época, Venancio González. Dicho cuerpo quedaría dividido en dos secciones: la de Dirección y Vigilancia y por otra parte la de Administración y Contabilidad. En ese momento se concibió en el Ministerio de Fomento. Desde 1887 quedó anclado dentro del departamento de Justicia.
Victoria Kent, directora general de Prisiones en España entre 1931 y 1932, creó el primer Cuerpo Femenino Auxiliar de Prisiones para los centros de mujeres mediante Decreto de 23 de octubre de 1931.
En el Decreto de 29.03.32, se crea el Instituto de Estudios Penales para la preparación y perfeccionamiento de prisiones. 
En el año 1949 se publica la Ley por la que se reorganizan los Cuerpos dependientes de la Dirección General de Prisiones de entonces. Esta ley clasificaba los cuerpos penitenciarios de la siguiente manera: 
- Cuerpo Especial: sección masculina y sección femenina. Distinguía entre jefes Superiores de la Administración Civil (sólo para la masculina), jefes de Administración de primera (sólo para la masculina), segunda y tercera clase, jefes de Negociado de primera, segunda y tercera clase y Oficiales de Administración Civil de primera clase.
- Cuerpo Auxiliar: sección masculina y sección femenina. Distinguía entre Guardianes de primera, segunda y tercera clase.
- Cuerpo Facultativo: Sección Religiosa, Sección de Sanidad, Sección Auxiliar de Sanidad y Sección de Educación.

La Ley de Reestructuración de Cuerpos Penitenciarios 39/1970, creó el Cuerpo Técnico de IIPP, hoy Cuerpo Superior de Técnicos, que no distingue entre escalas por sexos. La Ley de Cuerpos Penitenciarios de 1977, a través de su modificación por Real Decreto 1836/2008 extinguió las escalas femenina y masculina del Cuerpo de Ayudantes de Instituciones Penitenciarias. Actualmente, los funcionarios de prisiones pertenecen al cuerpo de Ayudantes de Instituciones Penitenciarias (anteriormente llamado Cuerpo Auxiliar de Instituciones Penitenciarias) que se creó por la Ley 36/1977.

## España
En España se integran en los Cuerpos de Funcionarios de Instituciones Penitenciarias y dependen de la Secretaría General de Instituciones Penitenciarias que actualmente se integra en el organigrama del Ministerio del Interior (anteriormente se integraba en el Ministerio de Justicia).
Las cárceles militares, que están integradas en el organigrama del Ministerio de Defensa dentro de la Subsecretaria de Defensa, son instituciones penitenciarias que se rigen, además de por las mismas leyes que las prisiones civiles, por otro específico de la jurisdicción militar, el Reglamento Penitenciario Militar. El servicio de vigilancia interior de estas prisiones está encomendado a los celadores de prisiones militares, que, a diferencia de lo que ocurre en las cárceles civiles, no son funcionarios sino personal laboral (técnicos superiores).
El puesto de funcionario de prisiones o de celador de prisiones, en el ámbito militar, puede constituir una actividad peligrosa. En concreto, en España los funcionarios, no sólo los que han estado a cargo de presos de ETA, han recibido amenazas y han sufrido atentados a cargo de la banda terrorista. A partir de 1989, los funcionarios se convirtieron en objetivo específico de ETA a través de un comunicado emitido por la banda. A partir de ese año, fueron asesinados en España seis funcionarios y secuestrado uno de ellos. El secuestro de José Antonio Ortega Lara en 1996 fue especialmente dramático y llegó a conmocionar al país. Ortega Lara estuvo en poder de la banda durante 532 días. Los terroristas lo tuvieron encerrado en un zulo insalubre y sin luz natural hasta que fue rescatado por la Guardia Civil.

### Ingreso
Los requisitos para acceder al Cuerpo de Funcionarios de Instituciones Penitenciarias son los siguientes:
- Poseer la nacionalidad española.
- Tener cumplidos dieciséis años y no exceder, en su caso, de la edad máxima de jubilación forzosa.
- Disponer del título de Bachiller o Técnico o tener cumplidas las condiciones para obtenerlo en la fecha de finalización del plazo de presentación de solicitudes. Se tendrá en cuenta lo previsto en la Orden EDU/1603/2009, de 10 de junio, modificada por Orden EDU/520/2011, de 7 de marzo (BOE de 14 de marzo), por la que se establecen equivalencias con los títulos de Graduado en Educación Secundaria Obligatoria y de Bachiller regulados en la Ley Orgánica 2/2006, de 3 de mayo. En el supuesto de que las titulaciones se hayan obtenido en el extranjero se deberá acreditar estar en posesión de la correspondiente credencial de homologación. Este requisito no será de aplicación a los y las aspirantes que hubieran obtenido el reconocimiento de su cualificación profesional, en el ámbito de las profesiones reguladas, al amparo de las disposiciones de Derecho Comunitario.
- Poseer la capacidad funcional para el desempeño de las tareas (ver cuadro de exclusiones médicas).
- No haber sido condenado/a por delito doloso a penas privativas de libertad mayores de tres años, a menos que se hubiera obtenido la cancelación de antecedentes penales o la rehabilitación.
- No haber sido separado/a, mediante expediente disciplinario del servicio de cualquiera de las Administraciones Públicas o de los Organismos Constitucionales o Estatutarios de las Comunidades Autónomas, ni hallarse en inhabilitación absoluta o especial para empleos o cargos públicos por resolución judicial, para el acceso a Cuerpos o Escalas de funcionarios, ni pertenecer al mismo Cuerpo o Escala al que se presenta. En el caso de las pruebas limitadas al acceso a una Especialidad de un Cuerpo o Escala, no tener previamente reconocida la misma.
- También podrán participar los y las aspirantes que tengan la condición de personal funcionario de Organismos Internacionales, que posean la nacionalidad española y la titulación exigida en la convocatoria.

Además de reunir estos requisitos para ingresar en el Cuerpo de Funcionarios de Prisiones, hay que superar una prueba teórica y un reconocimiento médico. Este proceso selectivo no incorpora pruebas físicas.